# Cypridopsis howei
Cypridopsis howei är en kräftdjursart som beskrevs av Ferguson 1964. Cypridopsis howei ingår i släktet Cypridopsis och familjen Cyprididae. Inga underarter finns listade i Catalogue of Life.